# (6300) Hosamu
(6300) Hosamu es un asteroide perteneciente al cinturón exterior de asteroides, región del sistema solar que se encuentra entre las órbitas de Marte y Júpiter, más concretamente a la familia de Temis, descubierto el 30 de diciembre de 1988 por Tsutomu Hioki y el también astrónomo Nobuhiro Kawasato desde el Okutama Observatory, Japón.

## Designación y nombre
Designado provisionalmente como 1988 YB. Fue nombrado Hosamu en homenaje a Osamu Hioki, ingeniero electrónico y operador inalámbrico, el primer descubridor, Tsutomu Hioki, fue miembro de su club astronómico de secundaria.

## Características orbitales
Hosamu está situado a una distancia media del Sol de 3,250 ua, pudiendo alejarse hasta 3,646 ua y acercarse hasta 2,854 ua. Su excentricidad es 0,121 y la inclinación orbital 1,857 grados. Emplea 2140,15 días en completar una órbita alrededor del Sol.

## Características físicas
La magnitud absoluta de Hosamu es 13,1. Tiene 12,526 km de diámetro y su albedo se estima en 0,085. 